# Adán Enrique Ramírez Duarte
Adán Enrique Ramírez Duarte es un político colombiano, exgobernador del departamento del Meta. 

## Trayectoria
Ocupó el cargo de forma interina debido a problemas legales que el gobernador electo, Edilberto Castro Rincón, debió enfrentar.
Se encargó de la gobernación del Meta mientras se organizó la elección extraordinaria celebrada en el mes de julio para elegir un nuevo gobernante que se encargara de terminar el periodo de gobierno. En estas elecciones Juan Manuel González Torres fue elegido gobernador del Meta. 
| Predecesor: Edilberto Castro Rincón | Gobernador del Meta 2006 - 2006 | Sucesor: Juan Manuel González Torres |